# Аладжалов, Мануил Христофорович

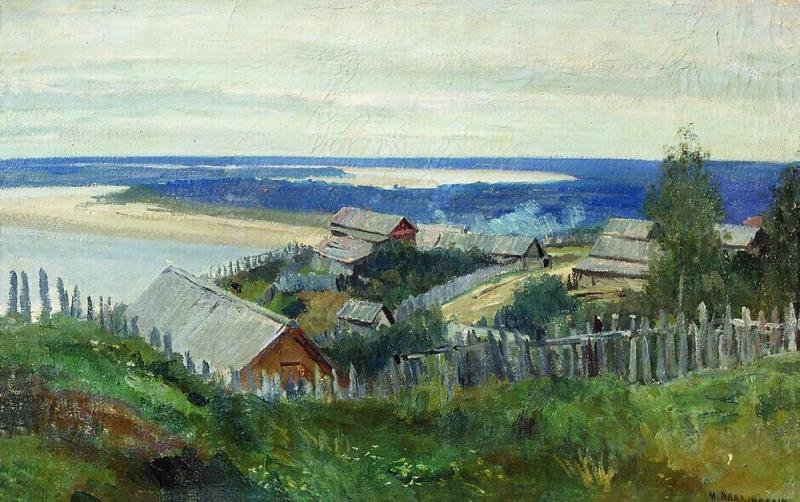
Пейзаж.

У реки.

Мануил (Эммануил) Христофорович Аладжалов (27 мая [8 июня] 1862, Нахичевань-на-Дону, Екатеринославская губерния — 19 февраля 1934, Москва) — русский и советский художник-пейзажист, преподаватель.
Аладжалов был известен как опытный педагог и экспонент, начавший преподавать в Строгановском училище ещё в начале XX века и закладывавший основы советской пейзажной школы.

## Биография
Армянин. Получил начальное образование в художественном училище города Ростова-на-Дону. Затем учился в Московском училище живописи, ваяния и зодчества (1883—1890) у И. И. Левитана, В. Е. Маковского, А. К. Саврасова.
В 1887 и 1889 годах за рисунок и этюд был награждён двумя малыми серебряными медалями, а в 1890—1891 — большой серебряной медалью.
Был экспонентом Товарищества передвижных художественных выставок. Также выставлял свои работы на ученических выставках в МУЖВЗ (1882—1885, 1887—1891), выставках Московского общества любителей художеств (1889—1890, 1892—1899, 1901).
С 1893 года Аладжалов — член Общества Московского товарищества художников. В 1903 году стал одним из основателей Союза русских художников, однако активного участия в выставочной деятельности не принимал. Входил в Союз русских художников (1908—1917).
В советское время художник стал членом Объединения художников-реалистов.
Похоронен на Армянском кладбище.

## Труды
Работы Аладжалова находятся в ГТГ («К весне», 1900), а также имеются в музеях Астрахани, Вологды, Екатеринбурга, Иркутска, Новосибирска, Омска, Пензы, Перми, Раменского, Саранска, Твери, Тюмени, Ульяновска, Якутска и других.
В собрании Государственной Третьяковской галереи находятся картины: «Болото», «К весне» (1900), «Зима», «Река».